# Camille Walch
Camille Walch, francoski general, * 17. maj 1870, Mulhouse, † 9. avgust 1947, Pariz.